# 徐明 (演员)
徐明（1950年12月18日—），男，籍貫浙江富陽，生於台灣台北，台湾演员。現為催眠工作者。

## 作品

### 電影
於台灣參與之電影演出作品： 
- 《我歌我泣》
- 《候鳥之愛》
- 《辛亥雙十》
- 《蛇魔女》
- 《戒煙船》
- 《暗夜》
- 《海灘的一天》
- 《怨女》飾演 三爺
- 《我們都是這樣長大的》
- 《麻將》
- 《牯嶺街少年殺人事件》
- 《海上花》
- 《想死趁現在》
- 《獨立時代》

### 电视剧
於台灣參與之電視劇演出： 
- 中視《戏说乾隆》、《戏说慈禧》、《金獎劇場》。
- 華視《圓環兄弟情》。
- 《最佳前男友》

## 家族
- 妻：應靈
- 女：徐子婷

## 外部連結
- 徐明催眠研究推廣工作室 （页面存档备份，存于）
- 徐明在互联网电影资料库（IMDb）上的資料（英文）（英文）
- 徐明在香港影庫上的簡介
- 徐明在豆瓣上的资料（简体中文）
- 徐明在时光网上的簡介（简体中文）